# オランダ国立バレエ
オランダ国立バレエ（英語: Dutch National Ballet、オランダ語：Het Nationale Ballet）は、オランダで最大の公立バレエ団である。

## 歴史
オランダ国立バレエは、1961年にアムステルダム・バレエとネザーランズ・バレエが合併して結成された。過去、ソニア・ガスケル（1961年–1969年）、ルディ・ファン・ダンツィヒ（1969年–1991年）、ウェイン・イーグリング（1991年–2003年）が芸術監督を務め、現在はテッド・ブランセンが率いている。
1986年以来、アムステルダムのオランダ国立オペラ・バレエ劇場（旧称：Het Muziektheater）を拠点としている。エディンバラ・フェスティバルなど、ヨーロッパ各地で行われる主な芸術・文化祭では常連となっている。新しい振付作品の導入に積極的に取り組んでおり、現在あるいは過去の常任振付家ルディ・ファン・ダンツィヒやトゥール・ファン・シャイック、ハンス・ファン・マネン、マギー・マラン、エドゥアール・ロックなどに委嘱した作品を上演している。
2011年9月13日には創立50周年を祝うガラ公演をベアトリクス女王臨席のもと開催した。
2013年、オランダ国立オペラ、オランダ国立バレエおよびアムステルダム音楽劇場は合併し、2014年「オランダ国立オペラ&バレエ」と改称した。

## ダンサー
オランダ国立バレエには約90人のダンサーが在籍している。階級制を敷いており、高位からプリンシパル、ソリスト、グラン・スジェ、コリフェの順となっている。